# Arsenal (film, 1929)
Pour les articles homonymes, voir Arsenal (homonymie).
Pour plus de détails, voir Fiche technique et Distribution.
Arsenal (Арсенал en russe) est un film soviétique, réalisé par Alexandre Dovjenko en 1929. 

## Synopsis
L'histoire de la révolte survenue à l'usine "Arsenal" à Kiev en janvier 1918, menée par les Bolcheviks pendant la guerre soviéto-ukrainienne en Ukraine.

## Fiche technique
- Titres russe, ukrainien et français : Arsenal
- Réalisateur, scénariste, monteur et directeur de production : Alexandre Dovjenko
- Opérateur : Danilo Demoutski
- Musique : 
  - Igor Belza (1929)
  - Viatcheslav Ovtchinnikov
  - Alexandre Grebtschenko (version restaurée, 2017)
- Direction artistique : Iosif Spinel, Vladimir Muller
- Studio : VUFKU (Vseukrains'ke Foto Kino Upravlinnia) (Odessa)
- Durée : 73 minutes
- Année : 1929

## Distribution
- Semen Svachenko : Тіmoch, l'ancien ouvrier et soldat de Kiev
- Gueorgui Kharkov : soldat de l'Armée rouge
- Dmitri Erdman : l'officier allemand
- Serguei Petrov : un soldat allemand
- Amvrossi Boutchma : le soldat allemand victime du gaz hilarant
- Міkola Koutchinski : Symon Petlіоura
- Osip Merlatti : l'acteur Sadovski
- Gueorgui Khorikov : un soldat de l'Armée Rouge
- T. Vagner : l'infirmière
- Aleksandr Evdakov : le tsar Nicolas II
- Mikola Mikhnovski : un nationaliste
- Andreï Mikhaïlovski : un nationaliste
- Boris Zagorski : le soldat mort
- Piotr Mazokha : un ouvrier
- Luciano Albertini : Raffaele